# Jaume Comas i Jo
Jaume Comas i Jo (Manresa, Bages, 1892 - Najac, Avairon, 1966) fou un sindicalista i dirigent socialista català, diputat a les Corts Espanyoles durant la Segona República.

## Biografia
El 1896 marxà amb la seva família a Mataró, on treballà com a barber i com a obrer tèxtil. S'afilià a la UGT i al PSOE el 1910 i fou membre del consell d'administració de la Casa del Poble de Mataró. El 1931 fou nomenat delegat de l'Hospital de Mataró segon tinent d'alcalde de l'ajuntament de Mataró (1931-1934) i el 1933 representant de la Federació Fabril i Tèxtil en el Comitè de Catalunya de la UGT. Poc després va ingressar en la Unió Socialista de Catalunya, amb la qual fou elegit diputat per la província de Barcelona a les eleccions generals espanyoles de 1933 i 1936, aquest cop dins el Front d'Esquerres.
Poc abans d'esclatar la guerra civil espanyola es va integrar en el PSUC. Entre 1936 i 1939 fou membre de la direcció de la Caixa d'Estalvis de Mataró, del Consell de Treball de la Generalitat (1936-1939). El setembre de 1938 també va ser nomenat subsecretari del Ministeri de Treball encapçalat per Josep Moix i Regàs. Participà en la darrera sessió de les Corts republicanes al Castell de Figueres, l'1 de febrer de 1939. En acabar la guerra es va exiliar a França, d'on ja no va tornar.